# Ella and Louis
Ella and Louis ist ein Jazzalbum aus dem Jahr 1956 von Ella Fitzgerald und Louis Armstrong, die vom Oscar Peterson Quartett begleitet werden.

## Das Album
Norman Granz, der das Verve Label vor allem gegründet hatte, um Ella Fitzgerald aufzunehmen, suchte für die in den 1950er Jahren beliebtesten Duo-Partner des Jazzgesangs, Ella Fitzgerald und Louis Armstrong elf Balladen aus. Diese waren teilweise harmonisch komplex wie Can’t We Be Friends, Moonlight in Vermont oder April in Paris, die aber überwiegend langsam oder im moderaten Tempo gespielt wurden.
Auf den Aufnahmen ist zu hören, wie perfekt Armstrong und Fitzgerald als Duett harmonierten. Armstrong setzte sein Trompetenspiel zurückhaltend und gedämpft ein. Das Album wurde ein Prüfstein und Vorlage für Jazzgesangs-Duette genannt.
Das Erfolgsrezept von Ella and Louis wurde von Granz auf Ella and Louis again und Porgy & Bess fortgesetzt. Die drei Alben wurden auch als Set als The Complete Ella Fitzgerald and Louis Armstrong on Verve herausgegeben, die zudem noch zwei Stücke von einem Konzert im Hollywood Bowl enthielten. Jasen und Jones bezeichneten die drei Alben als „Gipfel des populären (Jazz)-Gesangs“.

## Rezeption
Der The Penguin Guide to Jazz von Cook/Morton nannte das Album einen wesentlichen Beitrag zum Jazzgesang und vergab vier von vier möglichen Sternen.
Verve brachte das Album als eines der ersten Alben im Super Audio Compact Disc (SACD) Format heraus.
Das Album wurde 2015 in die Grammy Hall of Fame aufgenommen.

## Titelliste

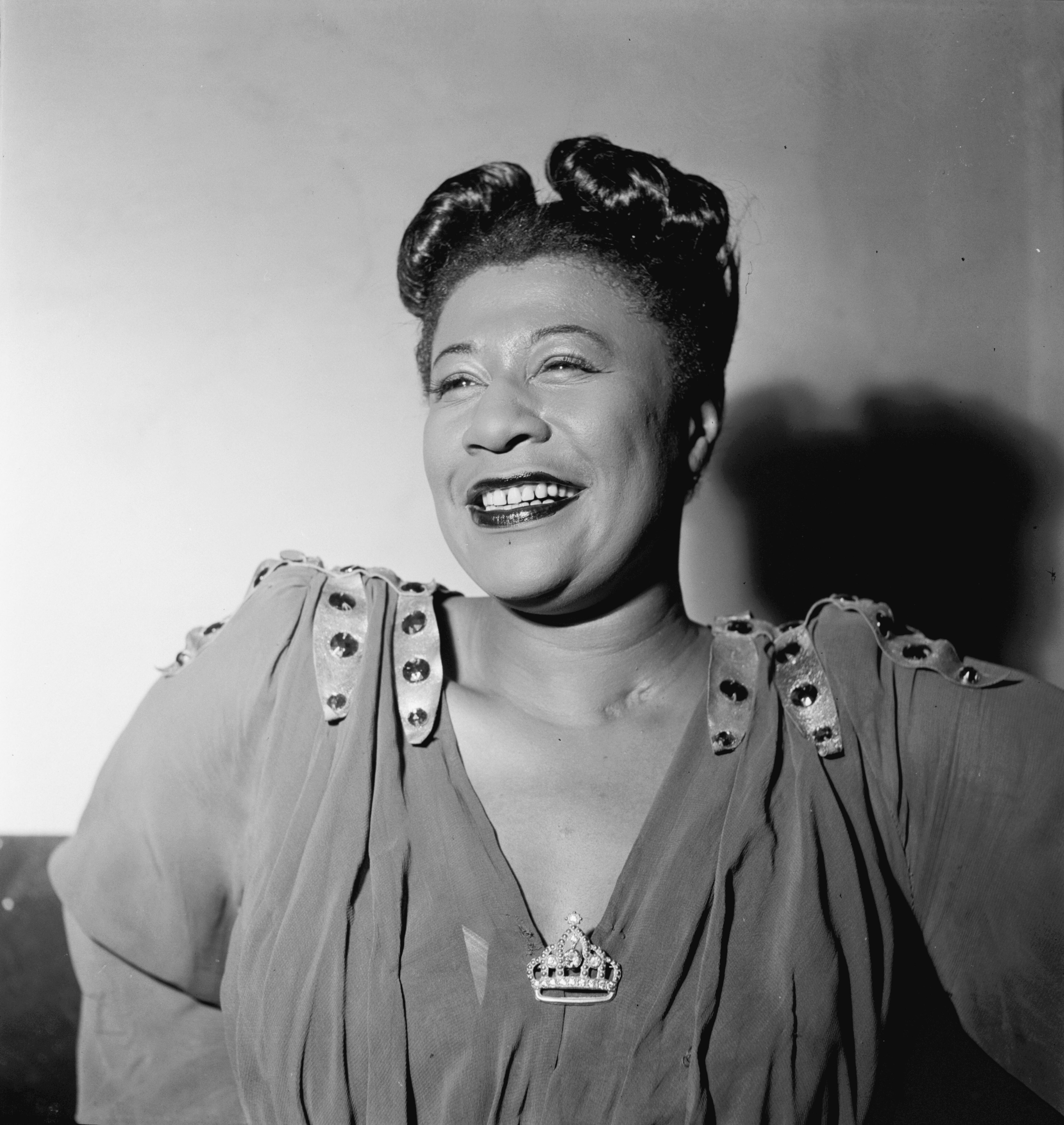
Ella Fitzgerald, November 1946.
Fotografie von William P. Gottlieb.

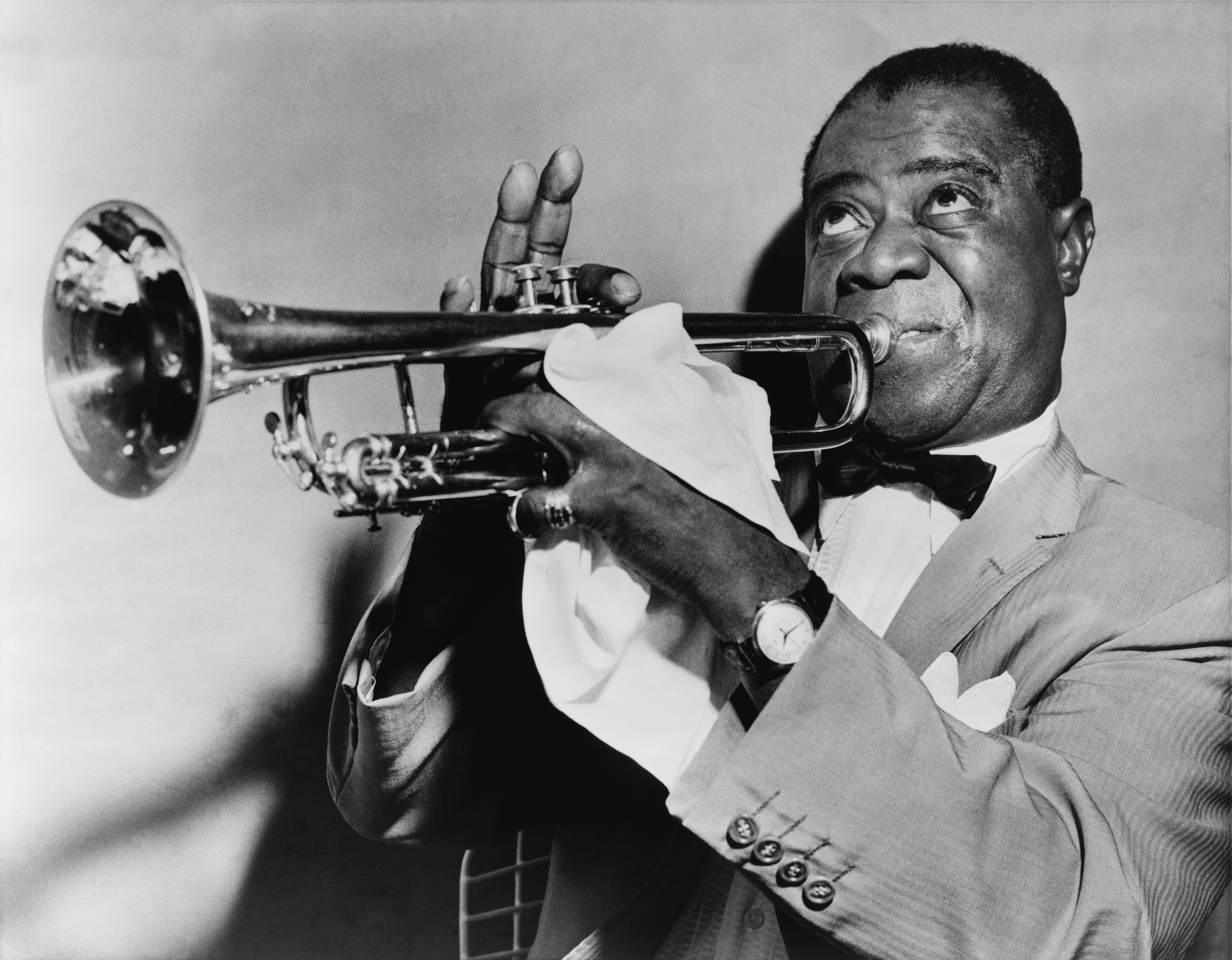
Louis Armstrong, 1953

1. Can’t We Be Friends? (Paul James, Kay Swift) – 3:45
2. Isn’t This a Lovely Day? (Irving Berlin) – 6:14
3. Moonlight in Vermont (John Blackburn, Karl Suessdorf) – 3:40
4. They Can’t Take That Away from Me (George Gershwin, Ira Gershwin) – 4:36
5. Under a Blanket of Blue (Jerry Livingston, Al J. Neiburg, Marty Symes) – 4:16
6. Tenderly (Walter Gross, Jack Lawrence) – 5:05
7. A Foggy Day (G. Gershwin, I. Gershwin) – 4:31
8. Stars Fell on Alabama (Mitchell Parish, Frank Perkins) – 3:32
9. Cheek to Cheek (Berlin) – 5:52
10. The Nearness of You (Hoagy Carmichael, Ned Washington) – 5:40
11. April in Paris (Vernon Duke, Yip Harburg) – 6:33